# Feodor Koni
Pour les articles homonymes, voir Koni.
Fyodor Alexeyevich Koni (en russe : Фёдор Алексеевич Кони), né le 21 mars 1809 à Moscou et mort le 6 février 1889 à Saint-Pétersbourg, est un auteur dramatique et mémorialiste russe.

## Biographie
Il ait ses études à l'Université de Moscou et se fait connaître dans les années 1830 comme auteur de vaudevilles. Il devient en 1840 le rédacteur en chef de la revue Panthéon qu'il a fondée et qui prendra ensuite le nom de Répertoire et Panthéon
Il publie en 1863 sa monographie épique La vie de Frédéric le Grand qui lui donne un doctorat en philosophie à l'Université d'Iéna. 
Il meurt en 1879 à Saint-Pétersbourg et est inhumé au cimetière Saint-Nicolas de Saint-Pétersbourg du monastère Saint-Alexandre-Nevski.